# Décret présidentiel 14208
Lire en ligne

Décret présidentiel 14208
 (en)Executive Order 14208 Texte sur Wikisource

Le décret présidentiel 14208, intitulé Mettre fin à l'approvisionnement et à l'utilisation forcée des pailles en papier (en anglais Ending Procurement and Forced Use of Paper Straws), est un executive order signé par le président des États-Unis, Donald Trump, le 10 février 2025. Il vise à mettre fin à l'utilisation de pailles en papier et de revenir à l'utilisation de pailles en plastique,. 

## Position de Donald Trump sur les pailles en papier
Donald Trump s'est montré très critique à l'égard des pailles en papier, déclarant à propos de ses adversaires lors de sa campagne pour sa réélection à la présidence en 2020 : « Ils veulent interdire les pailles. Quelqu'un a déjà essayé ces pailles en papier ? Elles ne fonctionnent pas très bien,. » Il les qualifie également de « libérales » et déclare qu'elles se cassent lors de leur utilisation. En 2019, son équipe de campagne vend des pailles en plastique de la marque Trump à 15 dollars le paquet de 10 pailles générant près de 500 000 dollars de ventes,.
Le 10 février 2025, plusieurs semaines après le début de son deuxième mandat présidentiel, Donald Trump signe un décret annulant la décision de Joe Biden de supprimer progressivement les plastiques à usage unique au sein du gouvernement fédéral. Dans le cadre de ce décret, Donald Trump déclare qu'il met fin à la « campagne irrationnelle contre les pailles en plastique » et il ajoute que « la politique des États-Unis était de mettre fin à l'utilisation des pailles en papier ».
Le décret demande spécifiquement au gouvernement fédéral de cesser d'acheter des pailles en papier et appelle à la création d'une « stratégie nationale visant à mettre fin à l'utilisation des pailles en papier » dans les 45 jours suivant la promulgation du décret. Lors de la signature dans le Bureau ovale, Donald Trump déclare, :

« Nous revenons aux pailles en plastique. [Les pailles en papier] ne fonctionnent pas. Elles se cassent. Elles explosent si elles sont en contact avec quelque chose de chaud. Elles ne durent pas très longtemps, quelques minutes seulement, parfois quelques secondes. C'est une situation ridicule. »

Concernant l'impact environnemental des pailles en plastique, il a déclaré : « Je ne pense pas que le plastique ait un impact significatif sur les requins lorsqu'ils se nourrissent, car ils se frayent un chemin à travers l'océan en mâchant ».